# Капуро, Марина Станиславовна
Мари́на Станисла́вовна Капу́ро (род. 15 октября 1961, Ленинград) — советская и российская эстрадная певица, заслуженная артистка России (1993). Бессменная вокалистка кантри-фолк-рок-группы «Яблоко».

## Биография
В детстве занималась пением в секции вокала Ленинградского Дворца пионеров им. А. А. Жданова. В 1978 г. окончила среднюю школу № 238. Окончила Ленинградский институт культуры им. Н. К. Крупской.
С момента создания (совместно с мужем Юрием Берендюковым) группы «Яблоко» (1978) и по сей день является вокалисткой этой группы. 
В 1984 году участвовала в телевизионном конкурсе «С песней по жизни», стала его лауреатом. В 1986 отправилась на всероссийский конкурс советской песни в Сочи, где стала третьей. В следующем году Марина выступила на Международном конкурсе эстрадной песни в Швеции. Она заняла второе место. Также она участвовала в фестивале «Сопот-88» в Польше, где вновь стала второй.
С 1986 года она также солистка-вокалистка «Ленконцерта». Исполнительница песни «Замыкая круг». Работала с Сергеем Курёхиным («Воробьиная оратория»), Александром Морозовым, Юрием Морозовым, Клаудией Скотт (Норвегия), Девидом Кортни (Великобритания)
с группами «Король и Шут», «Поющие гитары», «ДДТ», «Наутилус Помпилиус», «Аквариум», «Чиж & Co», «Кафе».
Принимала участие в польском фестивале советской песни «Зелена Гура» и Международном фестивале песни в Сопоте. В 1990 году проехала по США с турне «Goodwill Tour» (56 концертов в 26 штатах). В 1994 году была соавтором и исполнительницей гимна Игр доброй воли, проходивших в Санкт-Петербурге. В 1999 окончила Санкт-Петербургскую государственную Академию культуры по специальности «историк мировой культуры».
В 2007 году певица совместно с группой «Яблоко» делает концертное шоу и музыкальный спектакль «Аббамания», сюжет которого представляет собой историю о петербургской девушке, мечтающей петь песни из репертуара легендарной группы ABBA.
У Марины есть сестра-близнец Татьяна Капуро — вокалистка, преподаватель гитары и вокала.

## Семья
- Муж (с 1979 года) — Юрий Берендюков (род. 1949).  Российский гитарист, композитор и автор песен, создатель и руководитель группы «Яблоко», также лидер групп «Акварели» и «Ну, погоди». 
  - Сын —  Алексей (род. 1981), программист.

## Признание
- Лауреат Всесоюзного телевизионного конкурса «С песней по жизни» (1984).
- Дипломант XII Всемирного фестиваля молодёжи и студентов в Москве (1985).
- Лауреат третьей премии VI Всероссийского конкурса исполнителей советской песни «Сочи-86».
- Вторая премия VII Всесоюзного конкурса артистов эстрады в Москве (1987).
- В 1988 году — вторая премия на Международном конкурсе эстрадной песни Baltic Song Festival (Швеция).
- В 1989 году вместе с группой «Яблоко» стала победительницей Международного конкурса «Призыв к миру» (Япония).
- В 1993 году присвоено почётное звание заслуженной артистки России[1].

## Дополнительная информация
Пластинка кантри-группы «Яблоко» стала первой и последней квадрофонической записью на виниле в СССР. Лидеру группы, Юрию Берендюкову, удалось добиться от руководства фирмы «Мелодия» согласия на издание пластинки в научных целях, как сувенир к Олимпийским играм в Москве. Работа над диском шла с февраля по апрель 1980 года. Однако из-за высокой цены в 6 рублей (обычные пластинки в то время стоили 2,5—3,5 рубля) и малой распространённости квадрофонической аппаратуры она практически не продавалась.